# Municipio de Westside (Nebraska)
El municipio de Westside (en inglés: Westside Township) es un municipio ubicado en el condado de Phelps en el estado estadounidense de Nebraska. En el año 2010 tenía una población de 131 habitantes y una densidad poblacional de 1,79 personas por km².

## Geografía
El municipio de Westside se encuentra ubicado en las coordenadas 40°39′4″N 99°35′41″O / 40.65111, -99.59472. Según la Oficina del Censo de los Estados Unidos, el municipio tiene una superficie total de 73.24 km², de la cual 72,21 km² corresponden a tierra firme y (1,41 %) 1,03 km² es agua.

## Demografía
Según el censo de 2010, había 131 personas residiendo en el municipio de Westside. La densidad de población era de 1,79 hab./km². De los 131 habitantes, el municipio de Westside estaba compuesto por el 93,13 % blancos, el 1,53 % eran asiáticos, el 3,05 % eran de otras razas y el 2,29 % eran de una mezcla de razas. Del total de la población el 5,34 % eran hispanos o latinos de cualquier raza.